# Архиепархия Александрии (Мелькитская католическая церковь)
Архиепархия Александрии (лат. Archieparchia Alexandrina Melchitarum) — архиепархия Мелькитской католической церкви. Архиепархия Александрии подчиняется Антиохийскому патриархату и распространяет свою юрисдикцию на Египет и Судан. Кафедральным собором александрийской епархии является церковь Успения Пресвятой Богородицы в городе Александрия.

## История
В 1772 году Римский папа Лев XIII издал буллу Orientalium Dignitas, которой назначил антиохийского патриарха апостольским администратором Александрии. В 1838 году была создана архиепархия Александрии и антиохийский патриарх получил титул Патриарха Антиохийского, всего Востока, Александрии и Иерусалима.
Со второй половины XX века численность верующих александрийской архиепархии постоянно снижается. С 1940 по 1970 год численность верующих александрийской епархии снизилась с 70 тысяч человек до 35 тысяч. В 2008 году в архиепархии было уже 11 тысяч человек.

## Ординарии архиепархии
- архиепископ Thomas Qoyoumgi (1835—1836);
- архиепископ Basil Kfoury (1837 — 5.04.1859);
- архиепископ Augustin Fattal (1859—1864);
- архиепископ Ambroise Basile Abdo (1864 — 15.11.1866) — назначен епископом Захле и Фурзола;
- архиепископ Joannitius Massamiri (1866—1870);
- архиепископ Augustin Fattal (1870—1876);
- архиепископ епископ Thomas Mazloum (1876—1879);
- архиепископ Athanasios Nasser (1879 — 24.10.1902);
- архиепископ Macarios Saba (29.11.1903 — 25.06.1919) — назначен архиепископом Алеппо;
- архиепископ Stephen Sukkariyeh (25.04.1920 — 25.11.1921);
- архиепископ Anthony Faraj (1.01.1922 — 1928);
- архиепископ Dionysios Kfoury (1932—1954);
- архиепископ Elias Zoghby (2.09.1954 — 9.09.1968) — назначен архиепископом Баальбека;
- архиепископ Paul Antaki (9.09.1968 — 22.06.2001);
- архиепископ Joseph Jules Zerey (22.06.2001 — 4.06.2008);
- архиепископ Georges Bakar (4.06.2008 — по настоящее время).

## Источник
- Annuario Pontificio, Libreria Editrice Vaticana, Città del Vaticano, 2003, ISBN 88-209-7422-3